# 롭 커코비치
롭 커코비치(Rob Kerkovich, 1988년 8월 11일 ~ )는 미국의 배우, 텔레비전 배우이다.
스프링필드에서 태어났다.

## 출연 작품

### 영화
- 디 아티쿠스 인스티튜트 (2015년)
- 스틸 웨이팅... (2009, Still Waiting...) - 메이슨 역
- 사랑은 언제나 진행중 (2009년)
- 클로버필드 (2008년) - 파티 참석자 역
- 더 데블 캣츠 (2004년)

### 텔레비전
- NCIS: 뉴올리언스 (2014-21)